# Rudolf A. Haunschmied
Rudolf Anton Haunschmied (Sankt Georgen an der Gusen, 1966) è uno storico austriaco.

## Biografia e opere
Haunschmied è cresciuto a Sankt Georgen an der Gusen e abita a Traun. Parallelamente agli studi in ingegneria, ha presto iniziato ad occuparsi della storia del Nazionalsocialismo relativamente al Campo di Concentramento di Gusen riuscendo ad interessare e a coinvolgere nelle sue ricerche anche la sua ex insegnante Martha Gammer.

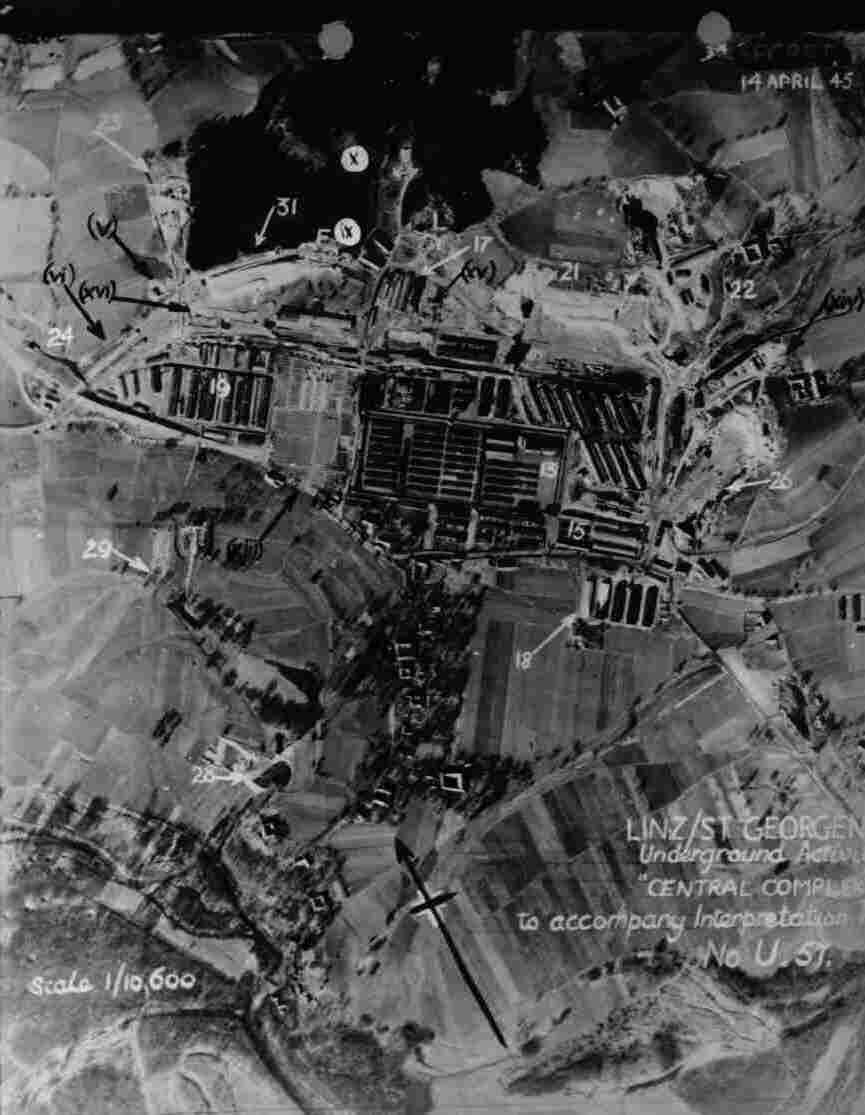
Bergkristall

Nel 1986 è stato tra i fondatori dell'Arbeitskreises für Heimat-, Denkmal- und Geschichtspflege St. Georgen (AHDG) e successivamente del Comitato Memoriale di Gusen (Gusen Memorial Committee - GMC), che ad esso fa capo. Nel 1989 su richiesta del Comune di St. Georgen ha pubblicato per la prima volta i risultati delle proprie ricerche sulla storia dei Lager della zona, e ha intrapreso escursioni sulle tracce dell'ex Campo di Concentramento di Gusen I, Gusen II e Gusen III. Ha diretto per molti anni dei circoli di studio e assieme alla sua attività di conferenziere accompagna sui luoghi dei Lager ricercatori, studiosi e parenti di vittime, provenienti da ogni parte del mondo.
Nell'ambito di una piattaforma che riunisce numerose associazioni politiche, nel 1995 ha organizzato fra l'altro assieme a Pierre Serge Choumoff (Amicale de Mauthausen, Parigi) le prime commemorazioni locali e internazionali di Gusen e nel 1997 ha creato il sito internet KZ Mauthausen-Gusen Info-Pages, pensato come forum internazionale di informazione e scambio.
Nel 1996 e 1997 è stato l'iniziatore di due gemellaggi con Empoli (FI) e Sesto San Giovanni (MI) e nel 2000, su invito del ministro austriaco dell'Interno ha partecipato all'Iniziativa di Riforma di Mauthausen, che nel 2004 ha portato all'inaugurazione di un nuovo Centro Visitatori presso il Memoriale di Gusen.
Dal 2005 al 2007 ha contribuito alla realizzazione del progetto artistico Audiopercorso di Gusen, del quale ha fra l'altro assunto anche il patrocinio.
Come autore ha partecipato per decenni a numerose pubblicazioni e documentazioni di altri autori, nonché della radio e della televisione, e da molti anni si adopera per un'adeguata tutela monumentale dei resti architettonici del Campo di Concentramento di Gusen e perché venga reso possibile l'accesso del pubblico ad una parte dell'ex fabbrica aeronautica sotterranea B8 Bergkristall del Lager di KZ Gusen II-

## Onorificenze
- Premio per la Cultura de la città di St. Georgen an der Gusen (1990)
- Premio della Provincia di Alta Austria - Concorso di idee per l'educazione degli adulti (1995), Covincitore come proponente della Piattaforma 75 anni di repubblica - Dal passato al futuro
- Medaglia al merito della Provincia di Alta Austria (2008)
- Consulente scientifico dal Governo dell'Alta Austria (2013)
- Złoty Medal Opiekuna Miejsc Pamięci Narodowej - Medaglia d'oro per i custodi dei luoghi della memoria nazionale polacca (2014)
- Decorazione di Merito in Oro della Repubblica Austriaca (2015)
- Medaglia al merito in oro comune Langenstein (2016)
- Medaglia per la cultura polacca (Odznaka honorowa „Zasłużony dla Kultury Polskiej)(2017)
- Gufo d'oro (Złota Sowa Polonii) (2019)
- Titolo "Professore" (2021)
- Targa d'onore del Klub Mauthausen-Gusen, Varsavia (2022)
- Medaglia VIRTUS ET FRATERNITAS conferita dal Presidente della Repubblica di Polonia, Andrzej Duda (2024)